# Lotnisko Kętrzyn-Wilamowo
Lotnisko Kętrzyn Wilamowo (kod ICAO: EPKE) – sportowe lotnisko w miejscowości Wilamowo, ok. 8 km na południowy wschód od Kętrzyna w województwie warmińsko-mazurskim.
Lotnisko położone jest na terenie gminy Kętrzyn, w prawo od drogi Kętrzyn – Giżycko. Usytuowane jest na wzniesieniu tworzącym rodzaj płaskowyżu, co znacznie ułatwia wznoszenie się samolotów.

## Historia
Lotnicze tradycje w okolicach Kętrzyna sięgają 1910, a w 1929 przelatywał tędy sterowiec „Graf Zeppelin”.
W 1935 roku powstało lotnisko sportowe Weischnuren (obecnie Wajsznory), po II wojnie światowej nazwane od nieistniejącego już majątku Wilhelmsdorf (obecnie Wilamowo), Kętrzyn-Wilamowo.
W lipcu 1940 podjęto decyzje o budowie tajnej kwatery Hitlera nazywanej „Wilczy Szaniec” (niem. Wolfsschanze) w Gierłoży. Składała się ona z 200 budynków: schrony, baraki, elektrownie, dworzec kolejowy i najważniejsze – wykorzystano lotnisko Weischnuren, które posłużyło jako zaplecze dla Wilczego Szańca, a także do obsługi pasażerskiej kwatery Hitlera i kwatery „Anna” w Mamerkach, a także wchodziło w system ochrony zewnętrznej kwatery głównej i pozostałych kwater. Pasy startowe do obsługi pasażersko-towarowej kwatery Hitlera usytuowane były w części południowej lotniska. Były to dwa betonowe pasy przecinające się nawzajem tak, że tworzyły literę X. Pozwalało to na dostosowanie kierunków startów samolotów do kierunków wiejących wiatrów. Pas startowy po przedłużeniu oddano do użytku w grudniu 1941. Był on przystosowany do obsługi samolotów (w wersji pasażerskiej) Ju-52 i czteromotorowych Focke-Wulf 200 Fw Condor.
W części północno-zachodniej lotniska znajduje się 9 stojanek (rodzaj odkrytych hangarów) – nasypów ziemnych w kształcie podków, gdzie hangarowały myśliwce. Stojanki od góry przykrywane były siatkami maskującymi (siatki metalowe z liśćmi z tworzywa). Do stojanek było doprowadzone rurami paliwo. Od stojanek prowadzą betonowe drogi kołowania do pasów startowych, niezależnych od pasów startowych do obsługi pasażerskiej. Na lotnisku znajdowały się trzy duże hangary, które zostały wywiezione – jeden z nich to hala sportowo-widowiskowa MOSiR w Mielcu. Na lotnisku był też pelengator, po którym pozostał podziemny schron. Współcześnie lotnisko posiada jeden hangar (o powierzchni jak hala sportowa w Mielcu) i powojenną stację paliw.
Wielokrotnie korzystał z niego Hitler, a wcześniej wizytował je Göring. W lutym 1942 zaraz po starcie rozbił się samolot z Fritzem Todtem. W podróży Todtowi miał towarzyszyć Albert Speer, który wymówił się z tego lotu ze względu na zły stan zdrowia.
Po zamachu na Hitlera 20 lipca 1944 z tego lotniska odleciał do Berlina, samolotem typu „He 111”, pułkownik Claus von Stauffenberg.
W roku 1945 Lotnisko Wilamowo przez kilka miesięcy wykorzystywane było przez Armię Radziecką, a później Wojsko Polskie, Instytut Lotnictwa i Polskie Zakłady Lotnicze Warszawa-Okęcie. Stanowiło bazę szkoleniową dla edukowanych w Karolewie pilotów agrolotnictwa.
6 października 1954 r. z Lotniska Wilamowo wystartował samolot z więźniem stanu kardynałem Stefanem Wyszyńskim. Przewożono go z dotychczasowego miejsca zesłania w Stoczku Klasztornym do Prudnika w województwie opolskim.
11 czerwca 1973 powstał Aeroklub Kętrzyński. W 1983 Aeroklub Kętrzyński został rozwiązany ze względu na zanik działalności aeroklubowej i aktywności członków oraz brak zainteresowania władz lokalnych. Lotnisko ulegało systematycznej degradacji.
18 września 1998 pozytywnie rozpatrzono przez Aeroklub Polski wniosku o reaktywowanie Aeroklubu Kętrzyńskiego, funkcjonującego od tego momentu pod zmienioną nazwa – Aeroklub Krainy Jezior. Od 1998 lotnisko jest własnością prywatną, a użytkowane jest przez Aeroklub Krainy Jezior. Z lotniska korzystają także turyści przylatujący własnymi samolotami w celu zwiedzenia Wilczego Szańca.
6 października 2001 roku na lotnisku odsłonięto tablicę upamiętniającą kardynała Stefana Wyszyńskiego, a 7 maja 2010 obelisk upamiętniający ofiary katastrofy w Smoleńsku.

## Podróże lotnicze Hitlera z Wilczego Szańca
Podróże lotnicze Hitlera z Wilczego Szańca znane są z jego wylotów na front:
- 3 sierpnia 1941 – wylot samolotem do Grupy Armii „Południe”, do miejscowości Borysów i powrót na lotnisko Wilczego Szańca w tym samym dniu;
- 6 sierpnia 1941 – wylot do Humania, do GA „Południe”, odznaczenie marszałka Iona Antonescu Krzyżem Rycerskim;
- 2 grudnia 1941 – wylot do Połtawy, do GA „Południe”, udział w naradzie;
- 1 lipca 1942 – wylot do Połtawy i powrót w tym samym dniu;
- 3 lipca 1942 – wylot do Połtawy w towarzystwie gen. Haldera i powrót w tym samym dniu;

Czas przelotu do Połtawy w jedną stronę trwał 3 godziny i 40 minut.